# چن شیشیا
چن شیشیا (انگلیسی: Chen Xiexia؛ زادهٔ ۸ ژانویهٔ ۱۹۸۳) وزنه‌بردار اهل چین بود.
وی در مسابقات قهرمانی وزنه‌برداری جهان ۲۰۰۷ توانسته است به سه مدال یک‌ضرب، دوضرب و مجموع دست پیدا کند، شیشیا در حالی که به مدال طلا وزن ۴۸ کیلوگرم وزنه‌برداری زنان در بازی‌های المپیک تابستانی ۲۰۰۸ رسیده بود پس از مثبت اعلام شدن دوپینگش در سال ۲۰۱۷ مدال طلا از وی پس گرفته شد.